# Џек Харкнес
Капетан Џек Харкнес (енгл. Captain Jack Harkness) измишљени је лик у британској научнофантастичној телевизијској серији Доктор Ху и њеној спиноф серији Торчвуд, кога је тумачио Џон Бароуман. Лик се први пут појављује у епизоди „Празно дете” Доктора Хуа из 2005, а затим се појављује у преосталим епизодама првог серијала (2005) као сапутник главног јунака серије, Доктора. Након тога, Џек је постао централни лик у Торчвуду, серији намењеној старијој публици која је емитована од 2006. до 2011. године. Бароуман је поновио улогу у Доктору Хуу у његовом трећем, четвртом и дванаестом серијалу, као и у специјалима „Крај Времена − Други део” и „Револуција Далека”.
За разлику од Доктора, Џек је више конвенционални акциони јунак, као и споља кокетан и способан за поступке које би Доктор сматрао мање него племенитим. У току програма, Џек почиње као путник кроз време и преварант из 51. века који почиње да путује са Деветим Доктором (Кристофер Еклстон) и његовом сапутницом Роуз Тајлер (Били Пајпер). Као последица његове смрти и васкрсења у завршници 1. серијала „Раздвајање путева”, Џек постаје бесмртан и насукан је на Земљи у 19. веку. Тамо постаје члан Торчвуда, британске организације посвећене борби против ванземаљских претњи. Проводи више од једног века чекајући да се поново сретне са Доктором, а током тог времена постаје вођа огранка Торчвуда у Кардифу. Касније се поново налази са Десетим (Дејвид Тенант) и Тринаестим Доктором (Џоди Витакер) ради даљег играња у Доктору Хуу. Аспекти позадинске приче лика — како пре сусрета са Доктором, тако и током његовог вишедеценијског живота на Земљи — постепено се откривају преко серије Торчвуд (и у мањој мери преко Доктора Хуа) коришћењем флешбек сцена из његових прошлости и експозиторних дијалога.
Џек је био први отворено нехетеросексуални лик у историји телевизијског емитовања Доктора Хуа. Популарност лика међу већим делом публике непосредно је утицала на развој спиноф серије Торчвуд. Лик је постао фигура британске јавне свести, брзо стекавши славу за глумца Бароумана. Као проминентна бисексуална фигура на на британској националној телевизији, лик је постао узор младим хомосексуалним и бисексуалним особама у Уједињеном Краљевству. Џек се појављује у разним књигама о Доктору Хуу и Торчвуду и има акционе фигуре створене по свом лику.

## Појављивања

### Телевизија
Џек Харкнес се први пут појавио у дводелној причи из 2005. године „Празно дете” и „Доктор плеше” када га је Роуз Тајлер (Били Пајпер), сапутница Деветог Доктора (Кристофер Еклстон), упознаје током немачког бомбардовања Лондона. Иако се представљао као амерички добровољац у Краљевском ваздухопловству, Џек је заправо бивши „временски агент” из 51. века који је напустио агенцију пошто је необјашњиво изгубио две године сећања. Сада радећи као преварант, Џек је одговоран за несвесно ослобађање куге у Лондону 1941. године. Пошто је Доктор излечио кугу, Џек се искупљује узимајући неексплодирану бомбу у свој брод. Доктор и Роуз га спасавају неколико тренутака пре него што је она експлодирала. Након тога путује са Доктором и Роуз у Докторовом времеплову ТАРДИС-у. Током свог времена са Доктором Џек сазрева у јунака, а у свом последњем појављивању 2005. жртвује се борећи се са злим ванземаљцем Далецима. Роуз га враћа у живот док је прожета снагом временског вртлога, али када ју је моћ напустила она се не сећа да је то урадила. Она и Доктор касније остављају Џека на Сателиту 5.
Џек се вратио 2006. као лик спиноф серије Торчвуд, у којој је члан Торчвуда 3 из Кардифа у борби против ванземаљских претњи и надгледању просторно-временског расцепа који пролази кроз Кардиф. Џек је поново представљен као промењен човек, невољно бесмртан, који је провео године на Земљи чекајући да се поново нађе са Доктором. Џек регрутује полицајку Гвен Купер (Ив Мајлс) у екипу стручњака пошто их је она открила; постоје наговештаји романтичних осећања између њих двоје, али Гвен има дечка, а Џек улази у сексуални однос са генералним фактотумом екипе Јантом Џоунсом (Гарет Дејвид-Лојд). Упркос томе што су са њим радили неко време, његове данашње колеге знају врло мало о њему. Током серије откривају да он не може да умре. Џек је некада био ратни заробљеник и иследник који је прибегавао и мучењу. У завршници 1. серијала Торчвуда, „Крај дана”, Џек се враћа у ТАРДИС. Ово одмах води у епизоду Доктора Хуа из 2007. „Утопија” у којој се придружује Десетом Доктору (Дејвид Тенант) и његовој сапутници Марти Џоунс (Фрима Еџимен). Џек објашњава да се вратио са Сателита 5 до данашњих дана путујући у 1869. преко вортекс манипулатора и преживео 20. век чекајући Доктора. До завршнице серијала, пошто је годину дана провео у алтернативном временском току поробљен од стране Господара (Џон Сим), Џек одлучује да се врати својој екипи у Кардифу. Пре поласка, Џек нагађа о својој бесмртности и присећа се своје младости на полуострву Бошејн, откривајући да му је надимак био „Лице Боа”, указујући да би једног дана могао постати истоимени нехуманоидни понављајући лик, коме је глас позајмио Струан Роџер.
У другом серијалу Торчвуда (2008), Џек се враћа са лакшим ставом и открива да је његова екипа наставила да ради у његовом одсуству. Такође су упорнији да сазнају о његовој прошлости, посебно пошто су упознали његовог бившег дечка, бескрупулозног капетана Џона Харта (Џејмс Марстерс). Епизода „Адам” истражује Џеково детињство на полуострву Бошејн, откривајући кроз флешбекове како је његов отац Френклин (Деметри Горицас) умро, а мали Џек (Џек Монтгомери) изгубио свог млађег брата Греја (Итан Брук) током ванземаљске инвазије. Флешбекови у претпоследњој епизоди серијала „Фрагменти” приказују Џеково заробљавање од стране Торчвуда у касном 19. веку. У почетку њихов затвореник, Џек је приморан да постане слободни агент за организацију и на крају постаје вођа Торчвуда 3 у поноћ 1. јануара 2000. године. Завршетак серијала приказује повратак капетана Џона и Џековог брата Греја (Лаклан Нибор) који после целог живота мучења од стране ванземаљаца жели да се освети Џеку. Док Џек до неке мере успева да поправи своје пријатељство са капетаном Џоном, он је приморан да свог брата стави у криогену стазу пошто је Греј побио његове колеге Тошико Сато (Наоко Мори) и Овена Харпера (Бурн Горман). Џек се касније појављује заједно са глумцима Торчвуда и Авантура Саре Џејн у дводелној кросовер завршници четвртог серијала Доктора Хуа из 2008, „Украдена Земља” и „Крај путовања”. Џек је позван заједно са другим бившим Докторовим сапутницима да му помогну да победи лудог научника Давроса (Џулијан Блич) и његову творевину Далеке. Џек поново одлази од Доктора пошто је помогао да се свемир спаси од уништења.
Трећи серијал Торчвуда (2009) је серијал од пет епизода под насловом Деца Земље. Ванземаљци познати као 4-5-6 најављују да долазе на Земљу. Државни службеник Џон Фробишер (Петер Капалди) наређује уништење Торчвуда да би се прикрила завера. Године 1965. британска влада је овластила Џека да жртвује дванаесторо деце 4-5-6 што је приказано у флешбековима. Џек је разнет у праску, али се болно реконституисао из непотпуне гомиле делова тела. Гвен и Јанто беже и касније спасавају Џека из бетонског гроба. Џекову ћерку Алис (Луси Коу) и унука Стивена (Бер МекКосленд) похапсили су атентатори. 4-5-6 захтева десет одсто светске деце. Иако је 1965. предао дванаесторо деце, Џек овог пута одбија да се одрекне иједног. 4-5-6 ослобађају смртоносни вирус; Јанто умире на Џековим рукама. Да би створио сигнал који ће уништити 4-5-6, Џек жртвује Стивена. Шест месеци касније, пошто је изгубио дечка, унука и ћерку, опрашта се од Гвен и пребацује се на ванземаљски брод да напусти Земљу у непознате делове. У завршним сценама специјала Доктора Хуа из 2010. „Крај времена − Други део”, критично повређени Доктор се опрашта од сваког сапутника пре своје предстојеће регенерације. Пронашавши Џека у егзотичном ванземаљском бару, оставља му поруку са именом члана посаде Титаника, Алонса Фрејма (Расел Тови), који седи са Џекове леве стране; њих двојица почињу да флертују.
Четврти серијал, Дан чуда (2011), америчке копродукције, приказује Џека који се вратио на Земљу да истражи појаву где људи више не могу да умру. Џек открива да је постао смртан. Истражујући њихову везу са такозваним „чудом”, агент ЦИА-е Рекс Мејтсон (Меки Фајфер) предаје Џека и Гвен у Америку, али се придружује екипи заједно са колегиницом из ЦИА-е Естер Драмонд (Алекса Хавинс) пошто су их завереници унутар ЦИА-е издали. Џекове истраге о чуду изнова доводе у ћорсокак, што указује на деценијама стару заверу да се обмане глобална привреда као и политичка стања у непознате сврхе. Флешбекови у епизоди „Бесмртни греси” приказују Џекову везу са италијанским лоповом Анђелом Коласантом (Данијел Фавили) у Њујорку крајем 1920-их, која се завршава болним раскидом након што је Џека убијала, искрварила и мучила локална заједница. У садашњости, Анђелова унука Оливија (Нана Визитор) објашњава да су потомци три локална бизнисмена који су желели да купе Џекове моћи — „Три породице” — одговорни за чудо, користећи Џекову крв у вези са оним што су назвати „Благословом”. У „Окупљању”, екипа на крају проналази Породицу и Благослов за које се открива да је антиподна геолошка формација повезана са Земљиним морфолошким пољем које иде од Шангаја и Буенос Ајреса. Екипа се дели, покушавајући да дође до обе приступне тачке. Да би окончао чудо, у епизоди „Крвна веза”, Џек је натерао Гвен да га убије како би његова смртна крв могла да ресетује људско морфолошко поље. Гвен га убија метком у груди док Рекс — који је себи дао Џекову крв да би је сачувао — дозвољава Благослову да и њега исуши у Буенос Ајресу. Рекс преживљава, а са обновљеним морфолошким пољем, Џек васкрсава. Међутим, на Естериној сахрани откривају да је Рекс стекао способности самоисцељења баш као и Џек.
После десетогодишњег одсуства из серије, Џек се вратио у дванаестом серијалу Доктора Хуа у епизоди „Бегунац од Џадуна” (2020), где покушава да позове Докторку (Џоди Витакер). Користећи украдену ванземаљску летелицу, он превози Докторкине сапутнике Грејама О’Брајена (Бредли Волш), Рајана Синклера (Тосин Кол) и Јасмин Кан (Мандип Гил) замењујући сваког од њих са Доктором. Сазнавши за њихов идентитет и Докторову недавну регенерацију у жену, враћа их на Земљу, преносећи им упозорење да дају Докторки о „усамљеном Киберчовеку”, пре него што се он телепортовао пошто су га наногени са брода нападали. Вратио се у новогодишњој епизоди 2021. „Револуција Далека” у којој избавља Докторку из затвора Џадуна, опорављајући у току тога свог вортекс манипулатор. Касније, заједно са Докторкиним сапутницима, одбијају нову инвазију Далека на Земљу. Џек тада одлучује да остане на Земљи и поново се повеже са Гвен Купер.
У мају 2021. године, након извештаја о наводном недоличном понашању глумца, видео-снимак са Бароуманом као Харкнесом уклоњен је са позоришне продукције Доктор Ху: Напрснуће времена, а Big Finish је уклонио издање Торчвуда, „Одсутни пријатељи”, из претпродаје и распореда објављивања, док је Titan Comics одложили графички роман због Харкнеса.

### Књижевност
Џек се појављује у књигама Новог низа авантура о Доктору Хуу издавачке куће BBC Books, у романима Изопачени сој, Крадљивци снова, и Само човек. Радња ових романа одвија се између епизода серијала Доктора Хуа из 2005. године. У Крадљивцима снова, Џек се позива на Лице Боа као на познату личност у својој матичној ери. Продуценти серије нису замислили могућност повезивања Џека и Боа све до средине продукције серијала из 2007. године.
Први талас Торчвуд романа, Други живот, Принчеви са границе, и Спори распад (објављени у јануару 2007), смештен је између епизода првог серијала Торчвуда. Романи Траг сећања, Улице сумрака и Нешто у води (објављени у марту 2008) смештени су током другог серијала Торчвуда која се истовремено емитовао. Улице сумрака указују да је Џек био слободни агент "Торчвуда" 1940-их који се није слагао са њиховим методама, али га је убедила љубав бившег дечка Грега. У роману је такође објашњено да је током догађаја у епизоди Доктора Хуа „Град праска” (која је смештена у Кардиф) Џек затворио активности Торчвуда како не би створио парадокс који укључује његово прошлост. Траг сећања на сличан начин приказује Џека као слободног агента Торчвуда који живи и ради у касним 1960-им. Чопор животиња, Небеска тачка и Скоро савршено (октобар 2008) се састоје од више пустоловина другог серијала, осим Скоро савршеног које је смештен након завршнице 2. серијала „Излазне ране”. У тишини, Залив мртвих и Кућа коју је Џек саградио (мај 2009) на сличан начин су смештени између другог и трећег серијала серије. Кућа коју је Џек саградио делимично се усредсређује на Џеков живот 1906. године. Процена ризика, Погребников поклон и Последице (октобар 2009) су такође смештене између „Излазних рана” и Деце Земље.
Први пут објављен у јануару 2008, месечник Часопис Торчвуд је почео да повремено укључује Торчвуд стрипове у којима се Џек такође појављује. Један такав стрип који су 2009. године написали Џон Бароуман и његова сестра Керол, „Капетан Џек и Селки”, проширује карактеризацију капетана Џека. Бароуман коментарише да смо се „већ договорили да испричамо причу која показује страну Џека и део његове историје који није превише истражен у другим медијима. Желео сам да обожаваоцима дам нешто изворно о Џеку.” Часопис Торчвуд је такође објавио десетоделну причу Процепни рат! од априла до децембра 2008. године. Први Торчвуд стрип, „Џетсам”, је касније сакупљен заједно са Процепним ратом! у графичком роману.
Архиве Торчвуда, објављене после другог серијала 2008. године, пратећа је књига коју је написао Гери Расел и која даје „поглед изнутра” на живот Џека и екипе из Торчвуда. Књига прикупља и поново објављује помоћни материјал који се појавио на интернет страници Торчвуда у прве две сезоне и пружа нови материјал као што су груби датуми за ствари као што је Џеков брак, како их преноси измишљени приповедач књиге. Књига је састављена од измишљених архивских белешки, кадровских формулара, слика, исечака из новина и дописа особља и нуди открића о лику која ће касније бити потврђена у телевизијској серији. На пример, Архиве први пут помињу Џекову љубавницу Лучију Морети која се помиње у Деци Земље. На сличан начин као Архиве Торчвуда, али из перспективе стварног света, Торчвудска енциклопедија (2009) Герија Расела проширује „сваку чињеницу и број” за Џека и свет Торчвуда.
Лик се такође помиње у роману о Судији Дреду из 2006. године, Псикогедон, Дејва Стоуна, где спикер Мегаградских вести преноси изјаву порнографа Џејсона Кејна – лика Стоуна створеног за Доктор Ху роман из 1996. Смрт и дипломатија – наводећи да је постојање било какве сличности између Кејна и „злогласног разбојника Проклете Земље 'капетана' Џека Харкнеса чиста несрећна случајност”.
Џек се накратко појављује у Доктор Ху роману из 2021. године, Рубино проклетство, ауторке Алекс Кингстон.

### Онлајн медији
Током првог серијала Торчвуда, интернет-страница Торчвуд која се налази на адреси torchwood.org.uk препричавала је неке пустоловине капетана Џека кроз игру алтернативне стварности сачињену од електронске литературе у облику измишљених пресретнутих дневника, исечака из новина и поверљивих писама и разговора између чланова посаде Торчвуда 3. Написана од Џејмса Госа, интернет-страница првог серијала баца мало светла на Џекову прошлост у годинама када је радио за Торчвуд. За други серијал 2008. осмишљена је друга интерактивна Торчвуд онлајн игра коју је написао сценариста серије Фил Форд, а као и интернет-страница из 2006. садржала је неке податке о Џековим невиђеним пустоловинама. BBC America Торчвуд такође има одељак „Капетанов дневник” који преноси Џекове извештаје о догађајима у свакој епизоди. Архиве Торчвуда Герија Расела прикупљају велики део ове онлајн литературе за прве два серијала у тврдом повезу, међу којима и одељак „Капетанов дневник” на интернет страници BBC America.
Током четвртог серијала Доктора Хуа, BBC-ова интернет-страница је такође укључивала одељак под називом „Досијеи чудовишта капетана Џека” који садржи недељне веб-кастинг снимке које приповеда Џон Бароуман у лику капетана Џека, који даје „строго поверљиве” чињенице које је прикупио Торчвуд о чудовиштима Доктора Хуа, као што су на пример Слитинци. Божићни специјал из 2008. Досије чудовишта приказује Бароумана на новом снимку у улози Џека као и издање Киберљуди које је додато након емитовања специјала „Следећи Доктор” 25. децембра. За др Фиону Хобден, лажни документарни формат Досијеи чудовишта даје „додатни заокрет” међуигри између историје и фикције. Пошто капетан Џек приповеда, „прича се одвија у обичају савременог историјског документарца, докудраме”. У Досијеима чудовишта за „Ватре Помпеје”, Харкнесов коментар помера „стварност” епизоде од експлозије Везува и људског искуства и на саму причу. Од петог серијала Доктора Хуа па надаље, Досијее чудовишта уместо Џека води Ривер Сонг (Алекс Кингстон).
Џек се такође појављује у покретној стрип серији Торчвуд: Мрежа лажи (2011) која се везује за Дан чуда. Прича приказује пустоловину у два сета у којој Џека отимају непознати нападачи и прогони га Гвен. Истрага извесне Холи (глас Елајзе Душку) открива да су Џека отеле Три породице како би могле да набаве читаве бачве његове крви, коју она уништава.

### Аудио-драме
Поред романа у меким повезима, Џек се појављује и у Торчвуда аудио-књигама, прве четири су Скривено које је написао Стивен Севил, а приповедала Наоко Мори, Сви те поздрављају коју је написао Ден Абнет, а наратор је био Бурн Горман, објављена фебруара 2008, У сенкама Џозефа Лидстера које је приповедала Ив Мајлс, објављена септембра 2008. и Гутачи греха коју је написао Брајан Минчин, а приповедао Гарет Дејвид-Лојд, објављена у септембру 2008. године. Џозеф Лидстер је такође написао „Изгубљене душе” о Торчвуду за BBC Radio 4 које су емитоване лета 2008. као поподневна драма са гласовима Џона Бароумана, Ив Мајлс, Гарета Дејвида-Лојда и Фриме Еџиман. Смештена након догађаја из серијала из 2008, Џек и његова екипа праве своју прву међународну пустоловину у CERN-у у Женеви, као део посебне прославе радио-станице у коју је био укључен Велики хадронски сударач. Заплет радио-специјала усредсређује се на активацију Великог хадронског сударача и сценарио судњег дана за који су неки предвидели да би то могло да подстакне, као и на ожалошћеност екипе због недавне смрти Тошико и Овена. Између 1. и 3. јула, BBC Radio 4 је емитовао још три аудио-драме у термину Поподневних драме, премошћујући јаз између 2. и 3. серијала. „Златно доба” је представило Џекову бившу љубавницу војвоткињу Елинор (Џасмине Хајд), вођу Торчвуда из Индије коју је Џек затворио 1924. године. „Рок” садржи још једну Џекову бившу девојку, Стелу Кортни (Доња Крол).
Аудио драмска серија Изгубљени досијеи из 2011. је објављена да би се повезала са Даном чуда. „Ђаво и госпођица Кару” и „Потлачени” смештени су у исто раздобље као и претходне аудио драме. „Кућа мртвих”, међутим, открива се у свом завршном чину да је смештен шест месеци након Јантове смрти. Џек је посетио Кућу мртвих да би ступио у контакт са Јантом који није свестан да је мртав. Џек и Јанто се последњи пут опраштају и говоре један другом да се воле по први пут. Џек покушава да се врати у земљу живих заједно са Јантом, али он остаје да заувек затвори просторно-временски расцеп у Кардифу помоћу Џековог уређаја.
Године 2015, BBC Worldwide је доделио дозволу компанији Big Finish Productions за продукцију Торчвуд аудио-драма. Бароуман је био први члан глумачке екипе Торчвуда који је поновио своју улогу и појавио се у бројним издањима, међу којима су и полуредовна појављивања у месечном опсегу, серију смештену након догађаја Дана чуда и разна посебна издања. Капетан Џек је требало да се појави у Одсутним пријатељима – обележавајући педесето месечно издање Торчвуда – што би га поново ујединило са Десетим Доктором (Дејвид Тенант). Међутим, иако је ова прича снимљена, њено објављивање је отказано у мају 2021. године.
Године 2017, Big Finish Productions је издао самосталну аудио-серију за лик Џека − Животи капетана Џека − која садржи четири драме које приказују пустоловине током Џековог живота. Укључујући годину коју је провео на разореној Земљи након „Раздвајања путева” његов романтични сусрет са Алонсом Фрејмом, на који се укратко алудирало у „Крају времена”, пријатељство које је развио са Џеки Тајлер (Камил Кодури) док је чекао на Земљи да се Доктор врати и прича из његових дана као временског агента пре него што је усвојио име Џек Харкнес, откривајући како је изгубио две године сећања заједно са својим правим именом: Џавик Пјотр Тејн.
Други том Живота капетана Џека изашао је 2019. године, у којем је Џек заменио Шестог Доктора који се опорављао (Колин Бејкер) и радио као возач за спикерку Тринити Велс (Лачел Карл). Године 2020. након Џековог повратка на телевизију у „Бегунцу од Џадуна”, али снимљен пре емитовања, трећи том га је поново спојио са Џеки, приказао остарелог Џека у далекој будућности и истражио његове сусрете − и романсу − са Ривер Сонг (Алекс Кингстон).

## Карактеризација

### Концепт и креација
„Желео сам да га деца воле, као и жене, и мушкарци, желео сам да га сви воле. Али прво сам желео да га људи мрзе. Желео сам да мисле да је надмен и насилан и превише сигуран у себе. Да прате ток промене кроз коју је прошао у последњим епизодама Доктора Хуа.”

—Џон Бароуман
Приликом именовања лика, извршни продуцент и главни сценариста Расел Т. Дејвис је био инспирисан ликом Marvel Comics-а, Агатом Харкнес, чије је презиме Дејвис раније користио у именовању главних ликова у серијама Сенчури Фолс и Гранд. Дејвис је навео да му је поновно коришћење неких презимена (као што су Тајлер, Смит, Харпер, Харкнес и Џоунс) омогућило да ухвати лик на празној страници. Џеково првобитно појављивање у Доктору Хуу је замишљено са намером да се формира лук лика у коме се Џек преображава из кукавице у јунака, а Џон Бароуман је свесно имао на уму ово у свом тумачењу лика. Након тог заплета, дебитантска епизода лика би оставила његов морал као двосмислен, да би се обожаваоци питали: „Да ли је он сила добра или зла?”
Сам глумац Џон Бароуман био је кључни чинилац у зачетку лика капетана Џека. Бароуман је открио да су му у време његовог кастинга, Дејвис и ко-извршна продуценткиња Џули Гарднер објаснили да су „у основи написали лик око [Џона]”. Дејвис је издвојио Бароумана за ту улогу. Када га је упознао, Бароуман је испробао лик користећи свој матерњи шкотски нагласак, нормалан амерички и енглески нагласак; Дејвис је одлучио да би „било јаче ако би био амерички”. Бароуман је додао да је Дејвис тражио глумца са „квалитетом матине идола”, рекавши му да је „једини у целој Британији он то могао да уради”. Бројни телевизијски критичари су упоредили Бароуманове наступе у улози капетана Џека са наступима холивудског глумца Тома Круза.
Увод лика је послужио да га постави као секундарног јунака и ривала протагонисти серије Доктору, истовремено поредећи Докторову одвојену ванземаљску природу са Џековом људскошћу и „срцем”. Џон Бароуман описао је лик у свом првом појављивању као „међугалактичког преваранта” и такође „одметнутог временског агента” којег је дефинисао као „део неке врсте свемирске ЦИА-е” и алудирао на његову моралну двосмисленост као да је „нешто урадио у својој прошлости” и не знајући „да ли је то добро или лоше јер му је памћење избрисано”. Писац Стивен Џејмс Вокер напомиње да су пронађене сличности између Џека и Ејнџела (Дејвид Бореаназ), јуначког вампира из америчких серија Бафи, убица вампира и Ејнџел; Алан Стенли Блер са портала SyFy је истакао да су „борбе у залеђу, познавање паранормалног и нежељени задатак одбране беспомоћних само неке од корелација између ова два лика”. Џек је такође упоређиван са насловним ликом америчке серије Ксена: Принцеза ратница, у којој је приказан лезбијски подтекст између Ксене (Луси Лолес) и њене блиске пријатељице Габријел (Рене О’Конор). Полина Скибинскаја, пишући за AfterElton.com, америчку интернет страницу за хомосексуалце, напомиње да су обоје „сложени ликови” које прогањају њихова ранија недела. Штавише, као и Ксена, Џек је „најгора ноћна мора хомофоба: квир суперјунак који рукује оружјем и разбија противнике, који радосно гризе свој пут кроз фантастичне сцене борбе”. Један академски чланак говори о Џеку као о „неуништивој фигури налик капетану Скарлету”. У компаративном контрасту где је Доктор пацифиста, Џек је склонији да види насилна средства као начин за постизање сличних циљева. Интернет страница BBC News назива Џекову улогу у Доктору Хуу као „[наставак] онога што је почело са Ијаном Честертоном и настављено касније са Харијем Саливеном”. Док су у класичној серији сапутнице понекад биле експлоатисане и сексуализоване за забаву претежно мушке публике, продуценти су могли да преокрену ову динамику са Џеком, наводећи једнаку потребу савремене публике да „гледају мушкарце који добро изгледају”. Џон Бароуман је повезао већи број жена које гледају серију као кључни чинилац у томе.
Џек је бисексуалац и први је телевизијски лик у серији Доктор Ху који није хетеросексуалац. У Џековом првом појављивању, Доктор указује да је Џеково сексуално опредељење учесталије у 51. веку, када ће се човечанство суочити са више ванземаљских врста и постати сексуално флексибилније. У оквиру наратива Доктора Хуа, Џеково сексуално опредељење није посебно означено јер би то могло да га „учини проблематичним”. О стварању Џека, Дејвис је прокоментарисао „Мислио сам: 'Време је да се правилно уведу бисексуалци у мејнстрим телевизију'”, са фокусом на то да Џек буде забаван и одважан, а не негативан и тмуран. Дејвис такође изражава да лик није учинио бисексуалним „по неком начелу”, већ зато што би „био занимљив са приповедачке тачке гледишта”. Ознаке везане за бисексуалност, „пансексуалност” и „омнисексуалност”, такође се често доводе у везу са ликом. Сценариста Стивен Мофат указује да питања сексуалног опредељења чак и не долазе у Џекову главу; Мофат такође коментарише: „Било је исправно да ће Џејмс Бонд у будућности бити у кревету било кога”. У Торчвуду, лик се односи на класификације сексуалног опредељења као на „необичне”. У изјави за Chicago Tribune, Џон Бароуман је објаснио да је „[Он] бисексуалац, али у домену серије, ми га називамо омнисексуалцем јер у серији [ликови] такође имају секс са ванземаљцима који узимају људски облик, као и мушко-мушке и женско-женске односе, све врсте комбинација.” Израз се такође користио једном, у универзуму, у роману Кућа коју је Џек саградио када је Јанто коментарисао примедбу једне жене о Џеку: „Он више воли израз 'омнисексуалац'.”

### Костим
Током у својих првих неколико појављивања у Доктору Хуу, Џек није имао стални костим; Торчвуд је успоставио стални изглед капетана Џека који је асоцирао на његово прво појављивање у Доктору Хуу. Дизајн је описан као „иконични комад научне фантастике”. Писац за Wired приписује велики део Џекове привлачности капуту: „Мислим да има много везе са оним капутом који увек носи. Капути су кул, баш као фесови и лептир машне и Стетсон шешири. Једина разлика је у томе што капетан Џек ти никад не каже да му је капут кул. Он то једноставно јесте” У ствари, у свом есеју „Модирање мушкости и жеље”, Сара Гилиган приписује Торчвудову популарност — као и популарност лика — костиму. Она приписује капуту заслуге што је помогао да се обликује мушкост лика и тврди да Џеков костим ствара сопствени дискурс „кроз који теку костимографска драма и ескапизам из филмова Постхеритејџ периода”.
Током Џековог првобитног појављивања у Доктору Хуу, Расел Т. Дејвис је предложио идеју да ће се Џек облачити специфично за временско раздобље у којем се налази, да би се супротставио Доктору који се облачи исто где год и кад год иде. У епизодама смештених током Другог светског рата појавио се у капуту, али у епизоди смештеној у савремено доба, „Град праска”, заменио га је за савремене фармерке, као и црну кожну јакну у футуристичким епизодама. Дејвис признаје да је ово била „мало јадна идеја” и одлучио да Џек „никада није изгледао боље него када је био у својој одећи из Другог светског рата”. Од пилот епизоде Торчвуда па надаље, Харкнес поново носи војну одећу из раздобља Другог светског рата, укључујући панталоне на трегере и официрски вунени шињел у сваком појављивању. Костимограф Реј Холман је у изјави за часопис Торчвуд прокоментарисао: „Увек смо желели да задржи изглед јунака из Другог светског рата, тако да сва његова одећа има укус из 1940-их”. Пошто се очекивало да ће лик „много трчати около”, Холман је поново израдио шињел из Краљевског ратног ваздухопловства из Доктора Хуа да би га учинио флуиднијим и мање „тешким”. Џекови остали костими су „слабо засновани на ратним временима”, као што су панталоне „све више и више стилизоване да одговарају његовој фигури”. Холман објашњава да је у серији коришћено пет капута капетана Џека. „Верзија јунака” је коришћена за већину сцена, док постоји и мокри капут од претходно скупљеног материјала, капут за трчање који је нешто краћи да спречи да се пете закаче и два „каскадерска капута” који су били „јуначки капути” у првом серијалу.” Дејвис сматра да војна униформа појачава идеју да се лику „свиђа његов идентитет капетана Џека Харкнеса”. Џули Гарднер описује капут као „епски, класичан и драматичан”, док редитељ Брајан Кели верује да даје Џеку „замах и присуство”.
За Дан чуда, Дејвис је наручио новој костимографкињи Шони Трпсик (раније костимографкињи за серије Ејнџел, Свемирски брод Свитац и Кућица за лутке) да осмисли нови дизајн шињела. Ово је делимично мотивисано топлијом климом у Лос Анђелесу. Пуцњава у Велсу захтевала је да Бароуман буде у много топлијој одећи. Нови капут је направљен по наруџбини од стране италијанских дизајнера, а заправо је коришћена вуна од кашмира где је претходни био памук. Трпсикова каже да је „само хтела да га осавремени и да га модерније скроји, али да остави драперију и да остане попут огртача”. Трпсикова се осећала спремном за посао поновног израђивања капута због свог претходног рада на Свемирском броду Свитац, кројењу за капетана Малколма Рејнолдса Нејтана Филиона: „Некако сам навикла на легендарне капетанске капуте и важност да останем лојална ономе што обожаваоци очекују и на оно што нам треба”. Новинарка Морин Рајан прокоментарисала је да је нови капут „знатно побољшан” и да поновна израда „капуту даје ону врсту кретања и разметљивости коју Џек носи са собом у свакој авантури”.

### Развој
Овај лик је описан и као „смртоносно шармантан ... доброг изгледа и потпуно задивљујући” као и као „флертујући, лукав, паметан и помало човек од акције”. У оквиру Доктора Хуа, Џекова личност је местимично безбрижна, иако се то мења у првом серијалу Торчвуда, у ком он постаје мрачнији лик. У првом серијалу Торчвуда, Џека је обликовала његова стална потрага за Доктором, а такође и његова улога вође, у којој је претежно повучен. У Торчвуду би се повремено распитивао или размишљао о загробном животу и религији, саосећајући са човековом жељом да умре. Враћајући се у трећем серијалу Доктора Хуа, Џек указује да сада има мање самоубилачке погледе него раније. У другом серијалу Торчвуда, Џек је поново постао много ведрији лик након појављивања у Доктору Хуу, где се поново ујединио са Доктором. У трећоем серијалу Торчвуда, публика види нешто од Џекове „тамније стране”, као и „тајне које Џек има, притиске, драму и трауму коју носи на својим плећима”.
Линет Портер коментарише Џеков однос према тезама научника лорда Реглана о „јунаку” у фикцији. Пошто је Џек бесмртан и увек се враћа из мртвих, Портерова тврди да Џек не може буквално да испуни „аспект физичке смрти” Регланових критеријума за јунака. Међутим, Џек уместо тога има неколико симболичних смрти; на пример, у последњој сцени Деце зла. Портерова примећује да углови камере наглашавају Џеков профил као усамљеног човека на врху брда у Кардифу који одлази. Ова сцена „одласка заувек” у позадини града који је дуго штитио, наговештава смрт личности капетана Џека. Портериним речима, бесмртни капетан „умире” на врху брда у Велсу на крају „епског” мини серијала; „еп” је по обичају херојски жанр. Амерички политички блог Daily Kos наводи да се Џек „засигурно може окарактерисати као бајроновски јунак, трагична фигура са трагом меланхолије, херојска, али несхваћена, смела, а ипак брзоплета. Што је најважније, његова сексуалност је један једини аспект много сложенијег, мањкавог карактера.” Г. Тод Дејвис истражује начине на које се Џек прилагођава бајроновском лику јунака. Физички, он препознаје Џека као тамнокосог и упадљиво згодног, мушке грађе. Он је интелигентан и свестан тога, што га можда доводи до комплекса супериорности. Он захтева беспоговорну оданост, потајно гаји кривицу због нечега у својој прошлости и самопожртвован је. Због овога, Дејвис наводи Џека поред Милтоновог Сатане из Изгубљеног раја, Шелијевог Прометеја, као и Ејнџела из Бафи, између осталог.
Као серија, Торчвуд је веома интертекстуална. Последица овога је да се многе стране Џека приказују у разним медијима. Један коментатор сматра да ово наглашава Џеково кључно место у развоју и промени савремених хероја научне фантастике. Неочекивана популарност лика код великог дела публике касније је обликовала његову појаву и као уобичајеног „акционог хероја” и као позитивног узора за млађе гледаоце. Бароуман такође примећује да је: „Лепота капетана Џека и један од разлога зашто мислим да сам, као глумац, стао на ноге, јесте то што је он популаран код једне публике у Торчвуду и код друге у Доктору Хуу”.

#### Морална двосмисленост
У неколико случајева у Торчвуду, Џек се не боји да убије особу било које врсте, што у оквиру Доктора Хуа дозвољава Џековом лику да се понаша на начин на који главни лик не може. Бароуман примећује: „Он ће радити ствари које Доктор неће да уради... [као што је] да се бори. Џек ће убити. И Доктор, на неки начин, то зна, па дозвољава Џеку да то уради. Рекао бих Џек је сапутник-јунак.” Флешбек у трећем серијалу Торчвуда приказује капетана Џека како жртвује дванаесторо деце ванземаљцима да би спасао милионе живота. Дејвис сматра да је трећи серијал Торчвуда „прича о одмазди и можда искупљењу” за капетана Џека који доживљава „максималну штету” када је његов љубавник Јанто убијен. Дејвис је одлучио да Јанто умре како би Џек био довољно оштећен да жртвује свог унука да би уништио исте те ванземаљце.
Приликом поновног сусрета са Доктором у серијалу Доктора Хуа из 2007. речено му је „да се не усуди” када је уперио пиштољ, и прекорен је кад је размишљао да Господару сломи врат. Сведочећи убиству свог колеге Овена у Торчвуду, Џек пуца његовом убици у чело, убивши га у чину брзе освете. Док Доктор грди Џека што се придружио институту Торчвуд (организацији коју он доживљава као ксенофобичну и агресивну), Џек тврди да је променио институт по Докторовој слици; сам Џек је у почетку био критичан према неморалним поступцима Торчвуда из 19. века. Глумац Гарет Дејвид-Лојд описује Торчвуд из 19. века као „прилично немилосрдан и прилично зао” и „на супротној страни” од Џека и Доктора. Преко Џека, чија је перспектива проширена његовим искуствима на другим планетама и временима, организација је могла да постане мање џингоистичка. Један академски чланак, који упоређује Торчвуд са америчком драмском серијом 24, сматра да Џекови ставови чине етос серије у великој мери супротан оним из поменуте серије. Зато што Џек истражује „комплексност преговарања о различитим погледима на свет, културним вредностима, веровањима и моралним законима” кроз оквир који је успоставио Доктор, да би „вредновао живот, подржавао демократска начела и егалитаризам и штитио оне који не могу да се заштите”, сходно томе „свет Торчвуда је приказан, не као дихотомно 'ми' (или Сједињене Државе) и 'они' Џека Бауера из 24, већ као омниполитички, омнисексуални, омникултурни свет Џека Харкнеса”. Линет Портер, међутим, открива да као и Бауер, Џек спасава свет користећи слична морално сива средства када мучи агенткињу Бет у епизоди „Спавач” како би спречио међупланетарни напад.
Иако су јунаци научне фантастике, тврди Портерова, „с временом постали све сивљи”, Џек у Деци Земље представља кулминацију овог тренда, што је довело до потпуне „деволуције/разградње уобичајеног јунака”. У Деци Земље, Џек мора да жртвује рођеног унука да би спасио свет. Бароуман је био забринут да је прича могла учинити његов лик непопуларним. Међутим, он верује да је Џеку дата тешка одлука о томе како да спасе човечанство. Глумац каже: „Када сам прочитао све ствари које је морао да уради, морао сам на то да гледам из угла 'Ја сам Џек Харкнес и у праву сам'.” За Портерову, Џекови поступци у серији чине га „репером за [морално] сиве јунаке”. Неки делови публике га чак може сматрати, у светлу његових поступака, „злобним или потпуно монструозним”. Иако Џек на крају спасава већину светске деце и проналази начин да осујети чудовишне ванземаљце 456, стање у које је стављен приморава га да донесе морално тешку (а за неке гледаоце и за осуђујућу) одлуку. То је, тврди Портерова, обележје морално сивог јунака. Дејвис је изјавио у интервјуу за SFX да му се „свидело” бурно реаговање на Џекове поступке, бранећи лик рекавши: „Он је спасао свако дете на свету! Ако то не успете да урадите онда сте чудовиште. Искрено говорећи, то је изванредан третман који имају само јунаци научне фантастике.” Када Џек напушта Земљу, музика која свира носи назив „Redemption” (срп. Искупљење), што значи да је његов одлазак можда и његов чин искупљења у серији.

#### Лице Боа
Расел Т. Дејвис је поменуо сцену у епизоди „Последњи од Господара времена” као промоцију теорије да би Џек једног дана могао да постане епизодни лик „Лице Боа” – велика, тајанствена бестелесна глава у стакленој посуди, најстарије створење у универзуму – као последица Џекове бесмртности и спорог старења. Лице Боа се први пут појавило у епизоди „Крај света” из 2005, гледајући коначно уништење давно напуштене Земље ширењем Сунца у Земљиној 5.000.000.000. години. Боа се појављује у две друге епизоде „Нова Земља” (2006) и „Шпиц” (2007), и помиње се у другим епизодама, као „најстарије живо биће у галаксији Исоп” у земаљској 200.100. години, по епизоди „Зли вук” (2005). Бароуман је себе и Дејвида Тенанта описао као „тако узбуђене” до те мере да су „скакали вриштећи” када су прочитали Џекову реченицу о Лицу Боа, напоменувши: „То је вероватно био најузбудљивији тренутак који смо имали током снимања тог серијала.” Лице Боа се испрва само спомињало у сценарију за „Крај света”. Пошто је стварање лика изгледало скупо, Лице Боа је скоро одбачено и замењено. Међутим, дизајнеру специјалних ефеката Нилу Гортону се допала идеја и настојао је да се постара да се овај лик појави у епизоди. Дејвису се допао Гортонов дизајн и на његово изненађење, лик је укључен у будуће епизоде и постао је кључан у трећем серијалу. У спиноф роману Крадљивац снова (2005), капетан Џек спомиње Лице Боа као познату фигуру. Дејвис је замислио да би ова два лика могла бити повезана усред продукције серијала из 2007. године.
Бароуман наводи да када га обожаваоци питају да ли је Џек заиста Лице Боа, он им каже да верује да јесте и каже да он и Дејвис сматрају да је то истина „у [њиховом] малом свету”; веза је „непотврђена” у оквиру наратива серије. Што се тиче тога како Џек постаје Лице Боа, Бароуман сматра да одговор није битан јер је намерно мистериозан. Бароуману се свиђа идеја да су ликови повезани јер то значи, упркос томе како се Доктор у почетку опходи према Џеку, „Боа постаје његов повереник и онај коме се Доктор враћа по савете и податке” за шта он сматра да је „диван преокрет догађаја”. Међутим, Дејвис одлучује да не потврди (у оквиру тока приче) да ли је Џек заиста Лице Боа или не, наводећи „оног тренутка када би то било потврђено као тачно или нетачно, шала би умрла”. Одбио је објављивање спиноф романа и стрипова који су покушали да дефинитивно повежу њих двојицу.
У вези са Даном чуда, где Џек постаје смртан, критичари су се обратили Бароуману и Дејвису о импликацијама таквог потеза на Џекову могућу будућност као Лица Боа. Бароуман је навео да отворена правила жанра научне фантастике значе да би Џек и даље могао да постане лице Боа чак и након Дана чуда. Насупрот томе, Дејвис је желео да нагласи да је могућност да Џек постане Лице Боа остала „нагађање” и да је остала могућност да Џек неће преживети Дан чуда, додајући: „Знате како волим да убијам људе”.

### Везе

#### Јанто
У изјави за Часопис Доктор Ху, Бароуман је описао Џекову љубав према Јанту као „похотну” и објаснио: „Не мислим да би се скрасио са Јантом. Можда би, али би дао Јанту до знања да још увек може да се забавља са стране.” У премијерној епизоди другог серијала Торчвуда, Џек позива Јанта на састанак пошто је сазнао да је Гвен верена. Џон Бароуман и Гарет Дејвид-Лојд су на Сан Дијего Комик Кону током одговарања на питања обожавалаца изнели мишљење да је Џекова веза са Јантоом ипак изазвала Џекову емпатију и помогла му да се приземљи. Џон Бароуман је у изјави рекао да Јанто „извлачи оно људско у [Џеку]” и да „извлачи више... емпатије зато што се заправо заљубио у некога и зато што му је заиста стало до некога... чини га топлијим према другим људима ... [и] чини га приступачнијим.” У истом интервјуу, Гарет Дејвид-Лојд је рекао о вези и његовом лику: „Мислим да га је Јанто увек терао да му буде стало и да је то заиста срце серије”. Међутим, Стивен Џејмс Вокер сматра да је Џеков однос са Јантом једностран; чини се да Јанто осећа да је њихова веза „озбиљна и посвећена”, али док плеше са Гвен у епизоди „Нешто позајмљено”, Вокер верује да Џек изгледа да изједначава своју везу са Јантом само са „рекреативном активношћу” и сматра да је „очигледно да Џек има очи и мисли само за Гвен”. Роман Кућа коју је Џек саградио укључује сцену у којој Јанто поверава Гвен да зна да је за Џека он „само за једну ноћ”, иако открива да му та веза значи више. У истом роману, међутим, он себе пред Џеком помиње као његовог „дечка”. Међутим, када је Јанто објаснио ове исте несигурности Џеку у радио драми „Рок” (непосредно пре Деце Земље), Џек инсистира: „Никада нећеш бити само тренутак у времену, Јанто Џоунсе. Не за мене”.
Баш у тренутку када Џеков и Јантоов однос почне да се развија, Јанто умире у трећем серијалу (2009). Док су се неки обожаваоци осећали „преварено” јер нису видели да се њихова веза даље развија, Дејвис је објаснио да је његова намера била да појача трагедију тиме што би је такође учинио губитком потенцијала, наводећи: „Жалите због свега што су могли да буду. За свим оним чему сте се надали”. Ради драматичне сврхе у причи, Дејвис објашњава да је Јантова смрт била неопходна како би Џек био довољно оштећен да жртвује рођеног унука. Гарет Дејвид-Лојд сматра да је недостатак разрешења љубавне приче „део трагедије”. Линет Портер сматра да је Јантова смрт замишљена као прекретница у којој Џек губи своју делотворност у улози јунака. Бар на неко време, ожалошћени Џек губи фокус и одустаје. У року од неколико месеци, Џек бежи са Земље и своје улоге очекиваног јунака. Неки обожаваоци су били незадовољни Јантовом сценом смрти и прекидом њихове везе, а неки су чак оптужили једног сценаристу да је „намерно испровоцирао шипере”. Након Јантове смрти, у епизоди „Крај времена” (2010), Доктор спаја Џеку са новим потенцијалним партнером, Алонсом Фрејмом (Тови). Обожаваоцима Јанта, који су се осећали превареним због смрти лика, није се допао овакав развој догађаја. GayNZ.com је упоредио ситуацију са реакцијом Бафиних обожавалаца на Вилоуину везу са Кенеди (Ијари Лимон) у седмој сезони, након Тарине смрти у шестој.
Јанто се појављује након смрти у аудио-драми "Кућа мртвих" из 2011. године. Сусревши се са Јантовим духом на уклетом месту у Велсу, Џеку и Јанту је дозвољено да се поздраве последњи пут. Без Јанта у свом животу, Џек жели да буде унесен у просторно-временски расцеп у Кардифу који се затвара у покушају самоубиства. Међутим, Јанто вара Џека да напусти Кућу мртвих, упркос могућности ускрснућа. Пошто су због затварања расцепа приморани да се растану заувек, њих двојица први и последњи пут изјављују љубав један другом.

#### Гвен
Бароуман у дугометражном специјалу иза кулиса наводи да Гвен враћа Џеку „мало душе” после њеног регрутовања. У интервјуу из 2007. Ив Мајлс, која је играла Гвен, описује везу између Џека и Гвен као „опипљиву љубав” и сматра да је „са Џеком и Гвен то права ствар и они ће вас натерати да је ишчекујете.” Прва два серијала указују могућност романтичне и сексуалне напетости иза Џековог и Гвеновог радног односа, при чему је Стивен Џејмс Вокер осмислио секвенцу пуцања у првој епизоди серијала, „Уклета машина”, као кључни пример овога, као и сцену где Џек открива да се Гвен верила са Рисом у епизоди „Кис кис, бенг бенг”, првој епизоди другог серијала. Локсли Хол са веб-сајта AfterElton.com претпоставља да Џека привлачи Гвен због „њене топлине, њеног осећаја за правду, њене велике обичности и недостатка гламура”, док Ив Мајлс објашњава Гвенину привлачност Џеку наводећи: „најмоногамнија жена на свету би вероватно пристала на њега – било би тешко не пристати”. Валери Естел Френкл описује Џека као „неодољивог преваранта” који својим „нечувеним флертовањем” представља Гвенине приватне жеље. Она указује да Џек (за разлику од Риса) није довољно зрео да преузме улогу „сталног принца” за Гвен, док Бароуман сматра да би Џек, ако би се скрасио са њом, „морао да јој се посвети у потпуности”. Због тога се не понаша у складу са својим осећањима, јер иако би му Гвен дозволила да флертује са другим људима, он „никада не би могао да приушти да уради нешто више”. Гарет Дејвид-Лојд, који је играо Јанта, сматра да за Џека „постоје две различите врсте љубави” и да их Џек осећа према Гвен и Јанту на различите начине, иако су му обоје помогли да постане мање емоционално изолован. Линет Портер сматра да је део разлога зашто Џек напушта Земљу након завршетка Деце Земље Гвенина идеализација Џека која је толико јака да он не може да поднесе да је гледа после Јантове смрти. Гвен се нада да је она довољан разлог да Џек остане на Земљи, али Џек је спреман да одустане од херојског статуса јер се осећа недостојним.
Саопштење за штампу за четврти серијал Торчвуда наводи да се Џек вратио на Земљу због своје „неисказане љубави” према Гвен, која заузврат такође гаји осећања према Џеку и којој недостаје узбудљив живот који је некада водила поред њега. Док је главни сценариста Дана чуда Расел Т. Дејвис у одговору на питање које је поставио AfterElton изјавио да „мрзи” идеју романтичне тензије између Гвен и Џека, извршна продуценткиња Џули Гарднер одговорила је: „Они се воле. Наравно.” Мајлсова верује да у четвртом серијалу Гвен и Џек имају „љубав-мржњу-љубав однос” који на различите начине подсећа на однос између сестара, брачни однос, а такође и „најјаче пријатељство”. Седма епизода Дана чуда садржи сцену у којој Џек прети Гвен насиљем пошто је она изјавила да би га убила да спасе своју ћерку. Сценаристкиња Џејн Еспенсон објашњава да два лика имају различите потребе и да то значи да се неизбежно „сударају као челичне оштрице”. Сајмон Бру са веб-сајта Den of Geek хвали динамику између Гвен и Џека у четвртом серијалу, описујући их као „сјајан двоструки чин” и наводи да „Торчвуд јесте или је близу најбољег када њих двоје раде у тандему”.

#### Други
„Он их увек губи. Он их надживи. Они умиру. Гледа их како старе. То му је сметало у првом серијалу [Торчвуда], али сада се помирио с тим, мислим... па је сада промискуитетан!”

—Џон Бароуман о томе зашто његов лик никада није могао да нађе сродну душу.
Разговарајући о томе да ли би његов лик икада могао да пронађе „оно право”, Џон Бароуман тврди да Џек „воле све и да је његова љубав према свакој особи другачија”. Бароуман верује да Џек заиста гаји романтична осећања према Доктору, али „никада не би прешао границу заљубљености” и „никада не би дозволио Доктору да сазна”. Бароуман тврди да се Џеку „свиђа” и Марта Џоунс, дивећи се њеној „упорности” и спремности да „пљуне са њим”, а Џекову љубав према Тошико и Овену описује као „очинску”, наводећи: „Он их је водио. Зато је било је тако поразно за њега да их изгуби.” Други серијал Торчвуда такође је представио Џековог бившег љубавника, капетана Џона. Главни сценариста Крис Чибнал представио је Џона као неког ко се понаша као „прави непријатељ, неко ко ће заиста тестирати [Џека], да га гурне и да открије нешто о Џековом карактеру”. Користећи капетана Џона као књижевни контраст, Чибнал коментарише „видите пут којим је Џек могао да иде и вероватно је то и урадио на неко време” што истиче како је „Џек, у свом искуству са Доктором и Торчвудом, начинио веома свесну одлуку да се дистанцира од тог понашања.”
У својој академској публикацији Queer TV, Глин Дејвис и Гери Нидам расправљају о Џековој улози у Торчвуду као пост-геј, романтичном јунаку. Узимајући у обзир централне геј теме Торчвуда, они коментаришу да „управо кроз лик капетана Џека Торчвуд може да открије његову квирност”. Говорећи о Џековој краткој романси са његовим имењаком, правим капетаном Џеком (Мет Рипи), академски критичари су приметили да „обадва капетана Џека деле исто име и да су прилично слични по физичком изгледу, чиме се литерализује хомосексуалност ситуације. Кроз уређај за путовање кроз време, ово указује на нарцисоидно самоочарање, стари клише да је хомосексуалност љубав према истоветности.” У другим везама које су описане или на које се алудира (како у телевизијској серији тако и у другим медијима) његове бивше девојке укључују Естел Кол, војвоткињу Елеанор, Стелу Кортни и Лучију Морети, док су његови бивши момци били Анђело Коласанто, а спомиње се и неименована бивша супруга.
Описујући обрасце његових односа током серије, Дејвис и Нидам извлаче закључак да „иако капетан Џек воли и мушкарце и жене, његове дугорочне љубавне везе и пољупци на екрану су углавном са мушкарцима у прошлости и садашњости”. Сам Дејвис жалио се да је ово једна од замки писања бисексуалног лика, коментаришући: „Замка у коју упадате са бисексуалним мушкарцима је само то што их упарујете само са мушкарцима”. Коментаришући постмодерни став серије према бисексуалности или у ономе што Расел Т. Дејвис назива „омнисексуалношћу”, они даље примећују да се „његов лик супротставља дефиницијама квир сексуалности у томе што се опире било каквој класификацији заснованој на сексуалном опредељењу”. Они такође коментаришу подтекст одређених епизода, као што је геј љубавна епизода о путовању кроз време „Капетан Џек Харкнес”, а у оквиру тога релевантност Џека Харкнеса који путује кроз време да се позабави питањем забрањене геј привлачности у ономе што је пост-Броукбек телевизија. У Разумевању ТВ текстова, Фил Викам сматра да капетан Џек јасно „доводи у први план” својом „дрском бисексуалношћу нешто што морамо да очекујемо [од Расела Т. Дејвиса] као гледаоци његовог дела”. Обожаваоци су изразили страх да би американизовани четврти серијал серије значио да серија више неће приказивати Џекову бисексуалност, али Дејвис је у интервјуима истакао да ће Џекова занимања и за мушкарце и за жене бити испоштована.

## Пријем и утицај
Након првог појављивања лика у 1. серијалу оживљене серије Доктор Ху, Џек је постао невероватно популаран међу обожаваоцима, до те мере да су Расел Т. Дејвис и Џули Гарднер створили спиноф серију Торчвуд, првенствено усредсређену на његов лик. The Times је описао да је неоспоран успех лика довео глумца Џона Бароумана до „статуса националног блага”. За своју улогу капетана Џека, Џон Бароуман је 2007. био номинован за награду БАФТА Велса у категорији за најбољег глумца и поново за Децу Земље на додели ТВ Избор награда 2010, где му је један конкурент био Мет Смит, који је тумачио улогу Једанаестог Доктора. Харкнес се такође нашао на деветом месту листе „Десет најзагонетнијих ликова на телевизији” блога TV Squad, иза Десетог Доктора који је био на трећем месту. Џон Бароуман, који је и сам хомосексуалац, смештен је на Ружичасти списак новина The Independent on Sunday, листу најутицајнијих хомосексуалаца у Британији, 2007, 2008. и 2009. године, а The Independent коментарише да је „доказ његове популарности дошао уз континуирани бесконачни успех његовог бисексуалног капетана Џека Харкнеса у Торчвуду Расела Т Дејвиса”. Део Џекове мистичности био је његов сексапил, неустрашиво јунаштво и сексуални апетит. У ишчекивању повратка лика у 3. серијалу Доктора Хуа након успешног приказивања у првом серијалу Торчвуда, мејнстрим медији су поздравили његов повратак.
Капетан Џек је постао препознатљива фигура у британској јавној свести и привукао је неке пародије. Ове пародије често одражавају критике и лика и Бароумановог тумачења. Лик Џека Харкнеса је неколико пута пародиран у сатиричној импресионистичкој телевизијској емисији Мртва звона. Играо га је Џон Калшо, а емисија исмејава његову бисексуалност и привидну таборност, као и његову мелодраматичну личност у Торчвуду. У једном скечу, он бизарно хода према камери, љубећи полицајца док пролази поред њега. У другом скечу, може се видети како има секс у троје са два Киберчовека, врстом киборга из Доктора Хуа. Колумниста сатиричне технологије Верити Стоб написала је пародију на прву сезону Торчвуда у стилу радио-драме Дилана Томаса Под млечном шумом, под називом Под Торчвудом. Ова пародија је описала капетана Џека као „инсомнијачког бикона, угодног попут хобита, лепог попут певача, бесмртног попут угљен-диоксида, дрвеног попут коња”. Бароуманова свеприсутност је, међутим, чак изазвала критике овог лика. Џим Шели из Daily Mirror-а у својој рецензији Деце Земље рекао је: „За разлику од Доктора Дејвида Тенанта, Бароуманова бескрајна појављивања на пријатељским глупостима као што су Вечерас је ноћ, Деца су у реду и Може било који сан ће бити тако преекспонирана, 'Капетан Џек' је отприлике толико интригантан или ванземаљски као Витабикс и двоструко иритантнији. За разлику од Тенанта, као глумац, он једноставно није довољно добар. Телевизијски новинар Чарли Брукер је у својој Screenwipe рецензији из 2009. критиковао Бароумана, са фокусом на његову глуму: „Харкнес је, наравно, тајанствен човек. Не можете рећи шта мисли само ако му погледате лице... без обзира колико се Бароуман трудио.”
Препознатљивост лика се протеже и ван Уједињеног Краљевства. У епизоди за Ноћ вештица америчке серије Витешки јахач из 2008. лик Билија Моргана (Пол Кембел) се облачи као капетан Џек, кога он назива „бисексуалцем који путује кроз време”. Џек представља нови архетип лика који су други сценаристи почели да црпе. На пример, писац стрипова Питер Дејвид каже да је у писању лика из Marvel Comics-а, Шетрстара, он „у извесној мери... његову личност одвлачи од капетана Џека Харкнеса” утолико што је „неустрашив, надахнут и сексуално радознао према било чему са пулсом”. Године 2009. Бароуманова емисија Вечерас је та ноћ емитовала је посебно написану хумористичну сцену Доктора Хуа по сценарију Расела Т. Дејвиса. У овој сцени, Бароуман се у почетку појављује као капетан Џек који се суочава са ванземаљцем на ТАРДИС-у који тврди да је Доктор. Међутим, Дејвид Тенант се појављује као он лично, а откривено је да Џон Бароуман игра капетана Џека на ТАРДИС сету. Акционе фигуре су такође створене по лику глумца, за које је Бароуман изјавио да су биле његов „дугогодишњи сан”.
| „                 | Гледам много научнофантастичних серија, и тај свет је нарочито без полних разлика. У великом броју материјала из Америке, мислим да су геј, лезбејски и бисексуални ликови у великом броју случајева недовољно заступљени, посебно у научној фантастици, и ја једноставно нисам спреман да то прихватим. То је жанр који је углавном веома мачо, вођен тестостероном и надасве писан од стране хетеросексуалних мушкараца. Мислим да је Торчвуд можда прва телевизијска серија са бисексуалним мушким херојем, са веома флуидном сексуалношћу осталих ликова. Ми смо светлост у тами. | ” |
| — Расел Т. Дејвис | |   |

Почевши од 2013. године, Џека је сексуалност учинила предметом интернет мимова за дискусију о етици сексуалних сусрета са нељудским ликовима. Познат као Харкнесов тест, брзо се проширио интернетом, где је примењен на друге странице обожавалаца као што су Покемони и Мој мали пони.
У медијима, Џек је описан и као „први отворени геј сапутник” и као „згодни бисексуалац”. Џекова запаженост је у великој мери последица његовог мејнстрим представљања бисексуалног мушкарца на телевизији научне фантастике за кога је сексуални идентитет „чињенично стање”, а не проблем. Уобичајеност са којом се Џеково опредељење сматра у оквиру Доктора Хуа отелотворује део политичке изјаве о промени друштвених погледа на хомосексуалност. Изразита флексибилност Џекове сексуалности непосредно је допринела популарности лика и јавном интересовању. Отвореност Џекове сексуалности пробила је нове границе, а етикете „пансексуалац” и „омнисексуалац” су повремено примењиване на његов лик. У „Раздвајању путева”, Џек је пољубио и Роуз и Доктора у уста, што је био први истополни пољубац у историји серије. Упркос смелости првог нехетеросексуалног лика у серији, било је врло мало галаме око лика, иако је било контроверзи у време Џековог представљања. Нагађајући, Бароуман покушава да повеже Џекову популарност са овим портретом, напомињући: „Мислим да публика једноставно схвата Џека зато што је искрен... да коначно види лика коме није стало до тога са ким флертује, мислим да је то мало освежавајуће.”
Присуство лика на телевизији у ударном термину изазвало је расправу о природи бисексуалности у бројним медијима где се она обично одбацује или занемарује.  наводи Џека као позитиван узор за хомосексуалне и бисексуалне тинејџере, где је мало тога било присутно за ову публику у ранијим годинама и касније довело до веће културе трпељивости. Др Мег-Џон Баркер писао је за Journal of Bisexuality да иако се „ реч на слово Б заправо не користи током серије”, Џек је један од првих позитивних и јасно бисексуалних ликова на британској телевизији. Међутим, истичу да Џек задржава неке елементе бисексуалног стереотипа, посебно у свом „китњастом” промискуитету. Џек је такође цитиран у Америци као контраст тумачењима нехетеросексуалних ликова на мејнстрим телевизији у САД и Уједињеном Краљевству. Гери Скот Томпсон, продуцент оживљавања серије Витешки јахач из 2008. године, рекао је: „Кад бих могао да користим Џека из Торчвуда као узор — потпуно бих га користио као узор — волим његову конфликтност у вези са... свима”.
Читаоци AfterElton.com су Џека изгласали за десетог најбољег хомосексуалног или бисексуалног телевизијског лика свих времена, док се на првом месту листе нашао Брајан Кини, лик из северноамеричке верзије серије Тотално квир коју су развили Рон Ковен и Данијел Липмен на основу британске серије коју је створио Расел Т. Дејвис. Страница је похвалила Џека — једног од само два бисексуална лика на списку од 25 — зато што има и „тешке” и „нежне” стране своје личности, као што се види у епизоди Торчвуда, „Капетан Џек Харкнес”. Међу ликовима научне фантастике, Џек је такође био на врху још једног AfterElton-овог прегледа најбољих ликова, победивши Џона Константина из Хелблејзера за прво место, коментаришући Џеково представљање „'пост-геј' приступа сексуалним темама” и награђујући га са 10/10 за културни значај. На додели AfterElton награда за видљивост 2008. Џек је освојио награду за омиљеног ТВ лика. На интернет страници је коментарисано да је „за разлику од готово сваког другог телевизијског научно-фантастичног лика, главног или споредног, капетан Џек такође отворено бисексуалан. Иронично, ова 'мала' промена је помогла да жанр научне фантастике, дуго времена крајњи бастион стрејт мушкараца, доступан не само ЛГБТ+ особама, већ и стрејт женама које такође уживају у алтернативном схватању сексуалности у серији.” Трећу награду освојену за Торчвуд, после омиљене ТВ драме и лика, освојили су Џек и Јанто за најбољи пар, за шта је уредник прокоментарисао: „Торчвуд је револуционаран не само зато што се продуценти усуђују да отворено ставе бисексуалног (или у Џековом случају „омнисексуалног”) лика у некадашњи свет окружења научне фантастике; такође представља то што ове бисексуалне ликове представља на тако задивљујуће стварни начин. Нема извињења, умањивања и морализирања − само добра, старомодна романса и пустоловина”.